# Corrente carregada
As interações de correntes carregadas são uma das maneiras pelas quais as partículas subatômicas podem interagir por meio da força fraca . Essas interações são mediadas pelo 
W+
e 
W−
bósons .

## Em termos simples

O diagrama de Feynman mais simples para decaimento beta. Ele contém uma interação de corrente carregada em cada vértice.

As interações de corrente carregada são a classe de interações fracas mais facilmente detectada. A força fraca é mais conhecida por mediar o decaimento nuclear . Tem alcance muito curto, mas é a única força (além da gravidade ) com que os neutrinos interagem. A força fraca é comunicada através das partículas mediadoras W e Z. Destes, o bóson W tem carga elétrica positiva ou negativa e serve de mediador para a absorção e emissão de neutrinos por ou com uma partícula eletricamente carregada. Durante esses processos, o bóson W induz a emissão ou absorção de elétrons ou pósitrons, ou altera o sabor de um quark, bem como sua carga elétrica, como no decaimento beta ou na captura eletrônica.
Por outro lado, a partícula Z é eletricamente neutra, e a troca de um bóson Z não afeta os números quânticos das partículas em interação, exceto para uma transferência de momento, spin e energia.
Como a troca de bósons W envolve uma transferência de carga elétrica (bem como uma transferência de isospin fraco, enquanto a hipercarga fraca não é transferida), ela é conhecida como “corrente carregada”. Por outro lado, as trocas de bósons Z não envolvem transferência de carga elétrica, por isso são chamadas de “ corrente neutra ”. Neste último caso, a palavra “corrente” não tem nada a ver com eletricidade – refere-se simplesmente à troca dos bósons Z entre outras partículas.

## Definição
O nome 'corrente carregada' surge devido às correntes de férmions acopladas aos bósons W com carga elétrica. Por exemplo, a contribuição corrente carregada para a amplitude de espalhamento elástico 
ν
e
e−
→ 
ν
e
e−
 é: 
{\displaystyle {\mathfrak {M}}^{\mathrm {CC} }\propto J_{\mu }^{\mathrm {(CC)} }(\mathrm {e^{-}} \to \nu _{\mathrm {e} })\;J^{\mathrm {(CC)} \mu }(\nu _{\mathrm {e} }\to \mathrm {e^{-}} ),}
onde as correntes carregadas que descrevem o fluxo de um férmion para o outro são dadas por: 
{\displaystyle J^{\mathrm {(CC)\mu } }(f\to f')={\bar {u}}_{f'}\gamma ^{\mu }{\frac {1}{2}}\left(1-\gamma ^{5}\right)u_{f}.}
O Bóson W pode se acoplar a qualquer partícula com isospin fraco (ou seja, quaisquer férmions levógiros do Modelo Padrão ).
- Corrente neutra
- Bósons W e Z